# Renato Buso
Renato Buso (Treviso, 19 de dezembro de 1969) é um ex-futebolista e treinador de futebol italiano.

## Carreira
Iniciou a carreira profissional pelo Montebelluna, com apenas 15 anos de idade. Em 1985, assinou com a tradicional Juventus, conquistando seus 2 primeiros títulos, a Copa Intercontinental e a Série A de 1985-86, a despeito de ter ficado na reserva de Alessandro Altobelli, Ian Rush e Aldo Serena. Em 1989, é contratado pela Fiorentina, onde atuou em 49 jogos e marca 9 gols.
Passou ainda por Sampdoria, Napoli, Lazio, Piacenza, Cagliari e Spezia, onde parou de jogar em 2003.

### Seleção Italiana
Sem nunca ter defendido a equipe principal da Seleção Italiana, Buso jogou apenas pelas equipes de base da Azzurra. Venceu o Campeonato Europeu Sub-21 de 1992 e jogaria também os Jogos Olímpicos de Barcelona.
No total, foram 30 partidas pelas equipes de base (25 pelo time Sub-21 e 5 pela Seleção olímpica), marcando 9 gols.

## Carreira de treinador
Em 2004, Buso voltou ao Spezia como auxiliar-técnico, onde permaneceria até 2005. No ano seguinte, estreia como técnico principal no Sarzanese, na Serie D. Regressou ao Spezia em 2007, agora como técnico dos juniores. Exerceu o cargo na Fiorentina entre 2008 e 2011, quando voltaria a comandar uma equipe adulta - neste caso, o Gavorrano, que jogava na época a Lega Pro Seconda Divisione.
Seu último trabalho foi no Chievo, exercendo a função de coordenador técnico.

## Títulos
Juventus
- Campeonato Italiano: 1985-86
- Copa Intercontinental: 1986

Sampdoria
- Supercopa da Itália: 1991

Seleção Italiana Sub-21
- Campeonato Europeu Sub-21: 1992

### Individual
- Artilheiro do Campeonato Europeu Sub-21: 1992
- Melhor jogador do Campeonato Europeu Sub-21: 1992